# Dolina Brdy

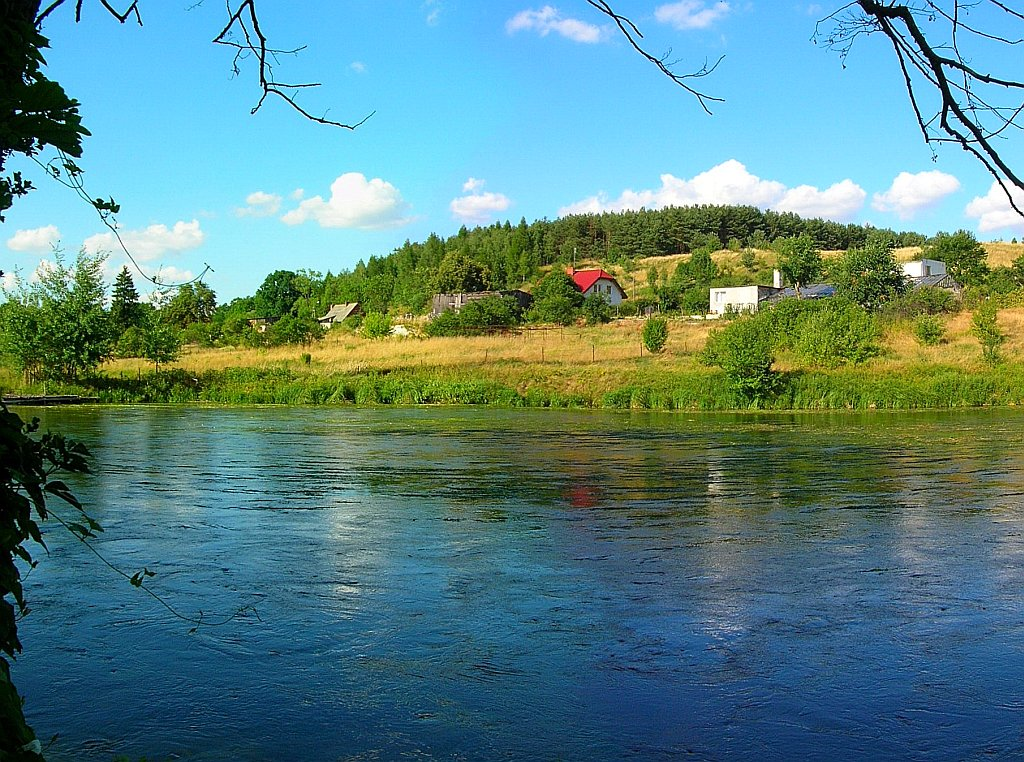
Brda na osiedlu Opławiec w Bydgoszczy

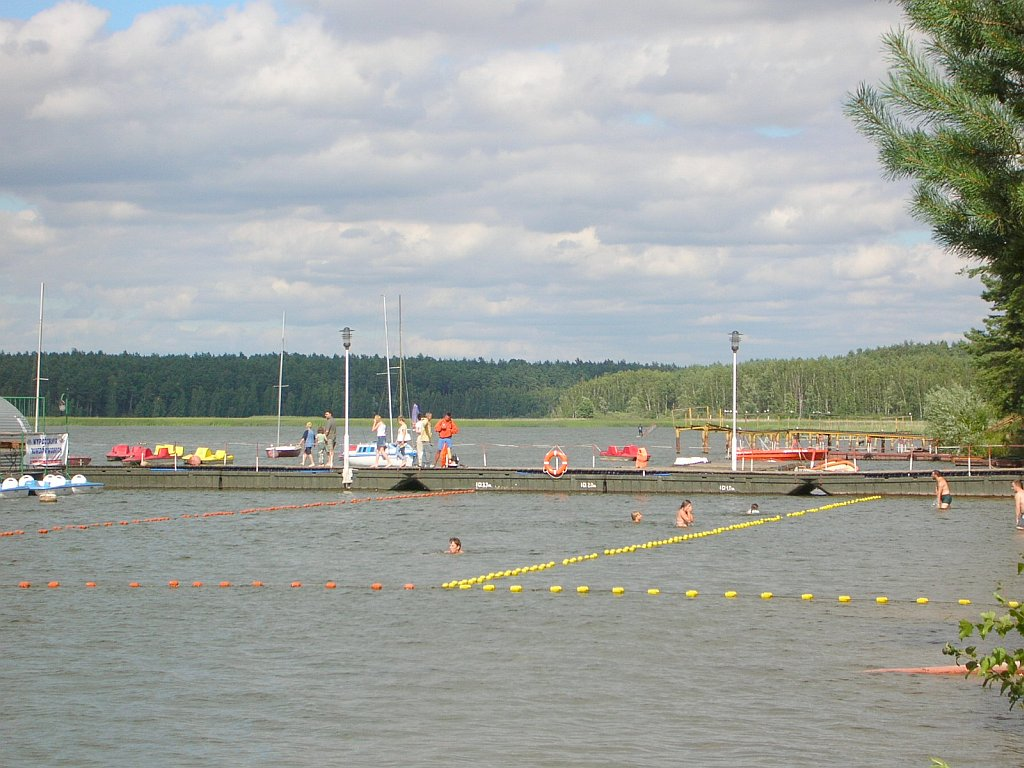
Zalew Koronowski

Dolina Brdy (314.72) – mezoregion fizycznogeograficzny w środkowo-północnej Polsce, stanowiący południowo-wschodnią część Pojezierza Południowopomorskiego.

## Położenie
Dolina Brdy graniczy:
- od północy z Borami Tucholskimi (314.71),
- od zachodu z Pojezierzem Krajeńskim (314.69),
- od południa z Kotliną Toruńską (315.25),
- od wschodu z Wysoczyzną Świecką (314.73).

Mezoregion leży w całości w obrębie woj. kujawsko-pomorskiego.

## Historia geologiczna
Dolina Brdy jest związana z fazą pomorską zlodowacenia bałtyckiego (Vistulian), w czasie którego odpływające z równin: Charzykowskiej i Tucholskiej do Kotliny Toruńskiej wody roztopowe, uformowały szeroką dolinę sandrową. W holocenie wskutek erozji rzecznej ukształtowała się niewielkiej szerokości dolina Brdy rozcinająca formę sandrową.

## Charakterystyka
Dominujący typ krajobrazu naturalnego Doliny Brdy stanowi młodoglacjalny krajobraz młodej doliny rzecznej oraz sandrowy, porośnięty borem sosnowym.
Dolina Brdy jest wcięta do 50 m w równinę sandrową oraz otaczające wysoczyzny: (Świecką, Pojezierza Krajeńskiego) i rozszerza się od około 5 do 10 km w dolnym odcinku przy wylocie do Kotliny Toruńskiej. Ma około 50 km długości i 320 km² powierzchni. W miarę jej pogłębiania uformowało się 11 teras. Obrzeża rzeki są na ogół zalesione.
Brdę zasilają w dolnym biegu dopływy z Pojezierza Krajeńskiego: Kamionka, Sępólna i Krówka oraz krótsze cieki z Wysoczyzny Świeckiej. Kilkudziesięciometrowy spadek rzeki między Tucholą, a Kotliną Toruńską wykorzystano na potrzeby energetyki – zbudowano zaporę wysokości 23 m i elektrownię wodną pod Koronowem. Jezioro Koronowskie ze względu na charakter doliny jest bardzo wąskie i przy długości cofki 28 km zajmuje powierzchnię 17 km², przy czym włączono do niego kilka przyległych jezior wytopiskowych. Akwen stał się dużym ośrodkiem sportów wodnych i rekreacji.
Poniżej Koronowa istnieją jeszcze dwa spiętrzenia rzeki (Tryszczyn i Smukała).
Dolinę przecinają w poprzek dwie linie kolejowe: z Chojnic przez Tucholę do Grudziądza i ze Złotowa przez Pruszcz do Terespola Pomorskiego na trasie Bydgoszcz-Gdańsk.
W południowej części mezoregionu wyróżniono mikroregiony:
- Dolina Sandrowa Brdy (314.721.72) z podziałem na Zachodnią i Wschodnią,
- Dolina Smukalska (314.722),
- Zbocze Kruszyńskie (314.723).

## Miasta
Głównym ośrodkiem miejskim mezoregionu jest Koronowo. Południowa jego część obejmuje również północno-zachodnie osiedla miasta Bydgoszczy: Smukałę, Opławiec i Osową Górę.

## Ochrona przyrody
Na terenie Doliny Brdy, w jego północnej części wytyczono w 1985 r. Tucholski Park Krajobrazowy. Część południowa objęta jest natomiast Obszarem Chronionego Krajobrazu Zalewu Koronowskiego.
W części północnej wytyczono ponadto obszary Natura 2000:
- Bory Tucholskie PLB220009,
- Dolina Brdy i Stążki w Borach Tucholskich PLH040023.

Wśród rezerwatów przyrody na terenie mezoregionu wyróżnić można m.in.:
- Rezerwat przyrody Dolina Rzeki Brdy,
- Rezerwat przyrody Różanna Dęby.